# ニプロ

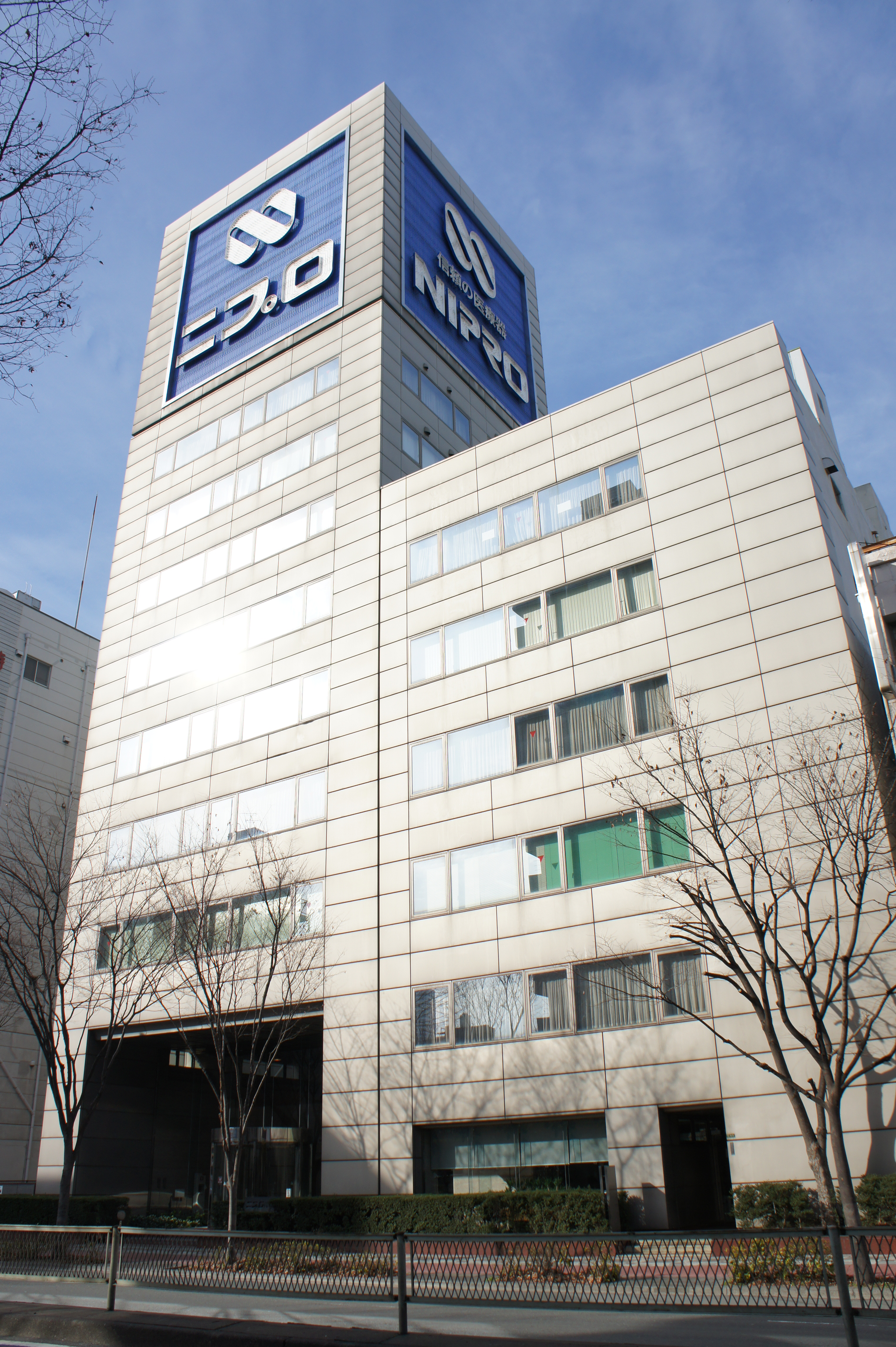
旧本社社屋（大阪市北区）

ニプロ株式会社（英: NIPRO CORPORATION）は、大阪府摂津市に本社を置く企業。医療機器、医薬品、ガラス製品の製造販売の運営を行っている。人工透析の分野で有力である。

## 沿革
- 1947年（昭和22年）：創業。
- 1948年（昭和23年）7月30日：大阪市東区北浜（現在の大阪市中央区北浜）に「和光物産株式会社」を設立。
- 1954年（昭和29年）7月8日：京都市下京区に「日本硝子商事株式会社（初代）」を設立し、アンプル用硝子管・錠剤瓶用硝子管の販売を開始。
- 1959年（昭和34年）11月：本店及び本社機能を、大阪市大淀区（現在の大阪府大阪市北区本庄西三丁目）に移転。
- 1963年（昭和38年）
  - 9月：魔法瓶用中瓶加工の自動機械を開発し魔法瓶用硝子の販売を開始。
  - 11月：ストア事業部として、スーパーマーケット「ニッショーストア」を大阪府豊中市服部に開設。
- 1965年（昭和40年）4月：製薬会社向けに医療機器（輸液セット）の販売を手掛ける。
- 1969年（昭和44年）8月：「株式会社富沢製作所（現在：ニプロ医工）」を子会社とし、医療機器の生産を開始。
- 1972年（昭和47年）4月：日本プラスチック・スペシャリティース株式会社を買収し、（旧）株式会社ニプロに商号変更。医療機器の国内販売を担当させる。
- 1974年（昭和49年）1月1日：休眠会社となっていた「日本硝子商事株式会社（2代目。旧和光物産）」が、日本硝子商事（初代）を吸収合併。
- 1977年（昭和52年）5月：「株式会社ニッショー」に社名変更。
- 1987年（昭和62年）2月2日：大阪証券取引所市場第二部に上場。
- 1988年（昭和63年）9月：「菱山製薬株式会社（現在：ニプロファーマ）」に資本参加し、医薬品分野へ進出。
- 1990年（平成2年）3月1日 ：大阪証券取引所市場第一部銘柄に指定。
- 1996年（平成8年）12月25日：東京証券取引所市場第一部に上場。
- 1998年（平成10年）8月：「株式会社牧野薬局（現在：ニッショードラッグ）」に資本参加し、ドラッグストア分野へ進出。
- 2001年（平成13年）
  - 4月1日：株式会社ニッショーが（旧）株式会社ニプロを合併。商号をニプロ株式会社に変更。
  - 6月：スーパーマーケット部門を分割し、株式会社ニッショーを設立。
- 2004年（平成16年）4月：「竹島製薬株式会社（後のニプロジェネファ、2012年10月1日にニプロファーマへ合併）」に資本参加。
- 2005年（平成17年）
  - 5月：大日本インキ化学工業株式会社（現在：DIC）の人工肺事業を買収。
  - 6月：中外製薬より、鏡石工場並びに子会社の「東北中外製薬株式会社（後の東北ニプロ製薬株式会社、2014年10月1日にニプロファーマへ合併）」の株式を譲り受け、固形剤事業に進出。
  - 11月：子会社のニプロファーマが製造し、当社と「三菱ウェルファーマ株式会社（現在：田辺三菱製薬）」が併売する経口抗凝血剤の包装に使用されているPTP包装「ユニバーサルPTP」が2005年度グッドデザイン賞を受賞。
- 2006年（平成18年）
  - 3月1日：田辺製薬（現在：田辺三菱製薬）の株式を取得。
  - 4月1日：「全星薬品工業株式会社」の株式を取得し、同社と業務提携。
  - 6月1日：「株式会社ニッショー（現在：阪急オアシス）」の全株式を阪急百貨店（現在のエイチ・ツー・オー リテイリング）へ譲渡。
  - 12月：株式会社ニッショードラッグの株式を株式会社キリン堂へ譲渡。
- 2007年（平成19年）5月：第一三共より同社子会社の「埼玉第一製薬株式会社（後のニプロパッチ株式会社、2017年4月1日にニプロファーマへ合併）」の株式を譲受、経皮吸収型投与システム分野に進出。
- 2008年（平成20年）
  - 8月：子会社の新和商事を吸収合併。
  - 10月：バイオテクノロジー企業である株式会社リプロセル並びに株式会社細胞科学研究所の株式を取得。
- 2009年（平成21年）6月：中南米において、アークレイ株式会社が製造する自己血糖測定器の販売に関する業務提携を結ぶ。
- 2012年（平成24年）
  - 4月：ニプロジェネファ、ニプロパッチ、東北ニプロ製薬の3社を株式交換によりニプロファーマの傘下へ異動。
  - 5月：代表取締役社長だった佐野實の逝去に伴い、常務取締役国内事業部長の佐野嘉彦が新社長に就任。
  - 9月：持分法適用関連会社だった株式会社バイファに係る田辺三菱製薬との業務提携を解消。同時に、当社が保有していたバイファの全株式を田辺三菱製薬へ譲渡。
- 2013年（平成25年）
  - 3月：「株式会社グッドマン」を株式公開買付けにより連結子会社化。
  - 4月1日：当社の医療機器営業部門及び子会社のニプロファーマの営業部門を、当社の国内事業部営業本部の下に設置した「メディカル営業本部」と「医薬営業本部」に再編し統合。
  - 10月：ニプロファーマの子会社であるニプロパッチの研究開発部門（「研究開発部」及び「ビジネス開発部薬事監査グループ」）を当社に統合し、医薬事業部医薬品研究所に「埼玉分室」を設置。
- 2014年（平成26年）8月：伊藤忠商事が保有していたグッドマンの全株式を取得し、完全子会社化[2]。
- 2015年（平成27年）
  - 1月：簡易株式交換により、「株式会社細胞科学研究所」を完全子会社化[3]。
  - 3月：ユニチカより、同社のメディカル事業（カテーテル、創傷被覆材、酵素、診断薬の製造販売事業）を譲受[4]。
- 2016年（平成28年）6月：医療用ソフトウェア開発事業を担う子会社として、「ニプロシステムソフトウェアエンジニアリング株式会社」を設立[5]。
- 2017年（平成29年）10月1日：田辺三菱製薬より、田辺製薬販売株式会社の全株式を取得し、完全子会社化[6]。田辺製薬販売はニプロESファーマに商号変更。
- 2018年（平成30年）2月：株式会社町田製作所を子会社化し、内視鏡関連事業に進出[7]。
- 2019年（平成31年）4月1日：子会社のニプロESファーマの医療用医薬品営業部門を、当社の国内事業部 医薬営業本部へ統合[8]。
- 2023年（令和5年）4月1日：本社を摂津市の健都イノベーションパーク内の自社所有地に建設した新社屋に移転。なお、登記上本店および医薬品、医療機器等の品質、有効性及び安全性の確保等に関する法律に基づく製造販売所の所在地については10月1日に移転した[9][10][11]。

## 主な事業所

### 東京営業部
- 1966年（昭和41年）12月：東京都千代田区に東京営業所を設置。
- 1988年（昭和63年）11月：東京営業所を東京都文京区へ移転。
- 1989年（平成元年）3月：東京営業部と改称変更。

### 支店・営業所
札幌、帯広、旭川、青森、盛岡、秋田、仙台、山形、郡山、東京、新潟、松本、水戸、さいたま、千葉、立川、横浜、静岡、名古屋、岐阜、金沢、京都、吹田、堺、神戸、松江、岡山、広島、山口、高松、松山、高知、大野城、北九州、長崎、熊本、大分、宮崎、鹿児島

### 工場
- びわこ工場（滋賀県草津市、2014年（平成26年）6月設置）
- 大館工場（秋田県大館市、1981年（昭和56年）4月設置）

### 研究所
- 総合研究所（滋賀県草津市、1977年（昭和52年）5月設置、1987年（昭和62年）2月改称）
- 医薬品研究所（滋賀県草津市・埼玉県春日部市）

## 子会社・関連会社

### 医療機器
- ニプロ医工株式会社
- 株式会社グッドマン
- ネクスメッドインターナショナル株式会社
- 株式会社メディオ
- 株式会社IMC
- ニプロメディカルLTDA.（ブラジル）
- アバンテックヴァスキュラーコーポレーション（米国）
- インフラレディクス,inc.（米国）
- ニプロメディカルコーポレーション（米国）
- ニプロメディカルパナマS.A.（パナマ）
- ニプロメディカルメキシコS.A. DE C.V.（メキシコ）
- ニプロメディカルプエルトリコ,INC.（プエルトリコ）
- ニプロメディカルコーポレーションプロドゥトスメディコスLTDA.（ブラジル）
- ネクストオーソサージカル Inc.（米国）
- ニプロヨーロッパN.V.（ベルギー）
- ニプロフランスS.A.（フランス）
- ニプロポーランドSp. z o.o.（ポーランド）
- ニプロノルディクスAB（スウェーデン）
- ニプロセネガルSUARL（セネガル）
- ニプロD.Med.インターナショナルGmbH（ドイツ）
- ニプロオーストリアGmbH（オーストリア）
- グッドマン・メディカル・アイルランドLIMITED（アイルランド）
- ニプロタイランドコーポレーション（タイ）
- 尼普洛（上海）有限公司（中国）
- PT. ニプロインドネシア JAYA（インドネシア）
- ニプロJMI Company Ltd.（バングラデシュ）
- ニプロベトナムカンパニーリミテッド（ベトナム）
- ニプロインディアコーポレーションPRIVATE LIMITED（インド）
- 尼普洛医療器械（合肥）有限公司（中国）
- ニプロアジア PTE LTD（シンガポール）
- ニプロマレーシアSDN. BHD.（マレーシア）
- 尼普洛貿易（上海）有限公司（中国）
- ニプロセールスタイランドCo.,LTD.（タイ）
- ニプロミドルイーストFZE（アラブ首長国連邦）
- ニプロメディカルインディアPRIVATE LIMITED（インド）
- グッドマン医療器械国際貿易（上海）有限公司（中国）
- ニプロ東徳医療機器株式会社（韓国）

### 医薬品
- ニプロファーマ株式会社
- 全星薬品工業株式会社
- ニプロESファーマ株式会社
- ニプロJMIファーマ Ltd.（バングラデシュ）
- ニプロファーマ・ベトナム・リミッテッド（ベトナム）

### 糖尿病関連商品
- ニプロダイアグノスティックス(UK)LIMITED（イギリス）
- ニプロオーストラリア PTY LTD.（オーストラリア）

### 透析関連商品
- サルベゴ・ラボラトリオ・ファルマセウティコ LTDA.（ブラジル）
- ニプロリーナルソリューションズスペインS.L.（スペイン）

### 医療用硝子製品
- ニプロファーマパッケージングアメリカスCorp.（米国）
- ニプロファーマパッケージングフランスS.A.S.（フランス）
- ニプロファーマパッケージングベルジャムN.V.（ベルギー）
- ニプロファーマパッケージングウラルLLC（ロシア）
- ニプロファーマパッケージングジャーマニーGmbH（ドイツ）
- ニプロファーマパッケージングインディア Private Limited（インド）
- 成都平原尼普洛薬業包装有限公司（中国）
- 吉林尼普洛嘉恒薬用包装有限公司（中国）
- 安陽尼普洛昌達医薬包装有限公司（中国）
- 濮陽市昌達玻璃有限公司（中国）
- 尼普洛医薬包装容器（上海）有限公司（中国）

### その他
- ニプロ医療電子システムズ株式会社 - 医療用電子機器などの開発・製造・販売
- ニプロシステムソフトウェアエンジニアリング株式会社 - 医療用ソフトウェア等のシステム開発・製造・販売
- 株式会社細胞科学研究所 - 細胞培養液の製造・販売
- 株式会社ニプロ・トランソニック - 超音波血流計の輸入・販売・メンテナンス
- 株式会社ニチホス - 調剤薬局の経営並びに医薬品の販売
- ニッショー保険サービス株式会社 - 損害保険代理業
- ニプロピュアウォーターGmbH（ドイツ） - 水処理装置関連の製造・販売
- ニプロヨーロッパグループカンパニーズN.V.（ベルギー） - 子会社の統括管理
- ニプロファーマパッケージングインターナショナルN.V.（ベルギー） - 子会社の統括管理

## 広報活動

### スポンサー
社長である佐野實が山梨県出身であり、同県の大阪県人会会長を務めていることなど山梨県唯一のプロチームを支援するため、2006年（平成18年）から2008年（平成20年）までJリーグ・ヴァンフォーレ甲府のユニフォームスポンサーとなっていた。

### テレビ番組の提供
2024年（令和6年）時点
- シューイチ（日本テレビ系列）※2024年4月から提供。
- THE TIME, (TBS系列) ※ 隔日
- BSフジLIVE プライムニュース（BSフジ）

過去
- ダウンタウンDX（読売テレビ制作・日本テレビ系列）
- 真相報道 バンキシャ!（日本テレビ系列）
- 知ってるつもり?!（日本テレビ系列）：1993年、アシックスからの提供へ引き継いだ。
- いつみても波瀾万丈（日本テレビ系列）
- JNN報道特集（TBS系列）
- NEWS23（TBS系列）
- 報道特集NEXT（TBS系列）
- 報道特集（TBS系列）
- みのもんたの朝ズバッ!（TBS系列）※隔日
- あさチャン!（TBS系列）※隔日
- 金曜ロードショー（日本テレビ系列）
- 誰だって波瀾爆笑（日本テレビ系列）
- ニュースモーニングサテライト第2部（テレビ東京系列）
- めざましテレビ（秋田テレビ）※水曜7時台前半のローカル枠で提供。
- 行列のできる相談所（日本テレビ系列）※2020年8月30日より提供クレジットがカラー表示になった上、初めて社章付きの提供クレジット表示となった。2024年3月をもって撤退。
- 報道ステーション（テレビ朝日系列）※月曜日のみ、2024年3月をもって撤退。
- 高島礼子が家宝捜索!蔵の中には何がある?（BS-TBS）
- 世界一周 魅惑の鉄道紀行（BS-TBS）

在京テレビ局での提供が多い。

## 不祥事
2012年（平成24年）12月に愛知県一宮市内の病院で黒い異物が付着したニプロ製注射針1本が発見され、2014年（平成26年）1月にはゼリー状の異物が内部に入った注射器1本が発見された。当初は製造時のミスを認めたものの自主回収は行わなかったが、厚生労働省からの指導を受け、2015年（平成27年）6月10日より自主回収を始めた。2012年（平成24年）6月から9月までに製造した注射針201万本と、2013年（平成25年）11月に製造した注射器49万5千本が対象。